# عدم التخلق
في مجال الطب، يُشير عدم التخلُّق (/eɪˈdʒɛnəsəs/) إلى فشل عضو ما في التطور أثناء النمو الجنيني والنشوء نتيجةً لعدم وجود نسيج بدائي. ويُشار إلى العديد من أشكال عدم التخلُّق بأسماءٍ فردية حسب العضو المُصاب:
- عدم تخلُّق الجسم الثفني- هو فشل الجسم الثفني في التطور
- عدم التخلُّق الكلوي- هو فشل إحدى الكليتين أو كلتيهما في التطور
- تفقم الأطراف- هو فشل الأذرع أو الأرجل في التطور
- عدم التخلُّق القضيبي- هو فشل القضيب في التطور
- عدم التخلُّق المولري - هو فشل الرحم وجزء من المهبل في التطور

## عدم تخلُّق العين
عدم تخلُّق العين هو حالة طبية يولد فيها الذين يعانون من هذا المرض دون عيون.

## عدم التخلُّق السني والفموي
- انعدام الأسنان؛ هو عدم وجود جميع الأسنان اللبنية أو الدائمة.
- انعدام اللسان؛ هو عدم وجود اللسان.
- انعدام الفك؛ هو عدم وجود الفك.

## عدم تخلُّق الأذن
عدم تخلُّق الأذن هو حالة طبية يولد فيها البشر دون آذان.
ونظرًا لأن الأذن الوسطى والأذن الداخلية ضروريتان للسمع؛ يعاني البشر ذوو عدم التخلُّق الكامل للأذن من صممٍ كلي. وعادةً يؤدي عدم التخلُّق البسيط الذي يؤثر على الأجزاء المرئية فقط من الأذن الخارجية - وهو ما يطلق عليه صغر صيوان الأذن- إلى مشكلات تجميلية وربما إلى ضعف السمع إذا كانت فتحة القناة السمعية مسدودةً، ولكنه لا يؤدي إلى الصمم.